# Dangmyeon

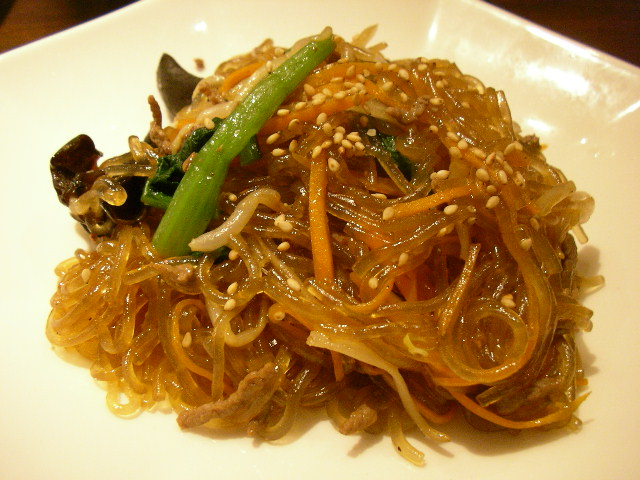
Nouilles de patates douces dans le japchae.

Les dangmyeon (hangul : 당면), sont des nouilles de fécule de patates douces coréennes, utilisées notamment dans le japchae.
Elles sont généralement très longues, il est donc nécessaire de les couper avant de les manger. Certains préfèrent les découper avant la cuisson pour le côté plus pratique de leur manipulation.
Ces nouilles sont grises ou marron translucide, elles sont donc classées dans les « nouilles cellophane » en anglais, prêtant alors à confusion avec d'autres types de nouilles ou vermicelles translucides, comme les nouilles de soja. Mais il s'agit bien de nouilles de patates douces. Ces nouilles ont été inventées au début du XXe siècle.
On les appelle en japonais harusame (春雨).